# Ludwigshafen
Ludwigshafen (prononcé [ˈlutvɪçsˌhafn̩], nom officiel en allemand Ludwigshafen am Rhein — littéralement « Port-Louis-sur-le-Rhin ») est une ville allemande et un arrondissement, située près du Rhin, dans le Land de Rhénanie-Palatinat.
Elle jouxte la ville de Mannheim, dont elle est séparée par le fleuve. Elle appartient à la région métropolitaine Rhin-Neckar dont elle est la deuxième plus grosse ville après Mannheim.

## Histoire
| Appartenances historiques Royaume de Bavière 1844-1918 République de Weimar 1918-1933 Reich allemand 1933-1945 Allemagne occupée 1945-1949 Allemagne de l'Ouest 1949-1990 Allemagne 1990-présent |

## Économie
Ludwigshafen et Mannheim sont réputés pour leurs industries. À Ludwigshafen se situent plusieurs industries chimiques, mécaniques, de verrerie et de métallurgie de l'aluminium.
En particulier, il s'agit du berceau de la grande entreprise chimique BASF dont le site s'étale sur 10 kilomètres carrés, et est la plus grande usine chimique intégrée du monde. En mai 1915, la première mission aérienne française de bombardement stratégique a détruit l'usine avec une flotte de 18 bombardiers en représailles des attaques allemandes au gaz de combat à Ypres. 
Le 28 juillet 1948, un grave accident dans cette usine tue 207 personnes et en blesse 3 818.

## Politique
Helmut Kohl est né le 3 avril 1930 à Ludwigshafen. Il a été le ministre-président du Land de Rhénanie-Palatinat (1969-1976) et chancelier fédéral d'octobre 1982 à octobre 1998.
Jutta Steinruck est maire de la ville depuis 2018.

## Enseignement
Ludwigshafen, malgré sa petite taille, compte aussi des écoles importantes telle que la Fachhochschule de Ludwigshafen (université) ainsi que sa filière Ostasieninstitut. Cette université est très active et ne cesse de s’agrandir en s’ouvrant à l’international.
Un établissement d'enseignement secondaire porte le nom de Max-Planck Gymnasium, des établissements sont tenus par l’institut Saint-Dominique de Spire.

## Culture
Le réalisateur allemand William Dieterle est né à Ludwigshafen, le 15 juillet 1893.
- Musée de la ville de Ludwigshafen (histoire de la ville)
- Musée Wilhelm-Hack[1]

## Personnalités
- Eugen Herbst (1903-1934), homme politique et résistant au nazisme ;
- Helmut Kohl (1930-2017), chancelier fédéral d'Allemagne de 1982 à 1998 ;
- Nina Elle (1980-), actrice pornographique allemande ;
- Boris Brejcha (1981-), DJ allemand ;
- Apache 207 (1997-), rappeur allemand ;
- Michael Stolleis (1941-2021), juriste et historien du droit allemand ;
- Rosa Gutknecht (1885-1959), pasteure suisse.

## Sport
- TSG Friesenheim (handball)
- Ludwigshafener SC 1925 (football)

## Jumelages
La ville de Ludwigshafen est jumelée avec :
- Pasadena (États-Unis) depuis 1948 ;
- Lorient (France) depuis 1963 ;
- district londonien d'Havering (Royaume-Uni) depuis 1971 ;
- Sumqayıt (Azerbaïdjan) depuis 1987 ;
- Dessau-Roßlau (Allemagne) depuis mars 1988 ;
- Anvers (Belgique) depuis 1999 ;
- Gaziantep (Turquie) depuis février 2008.

## Photographies

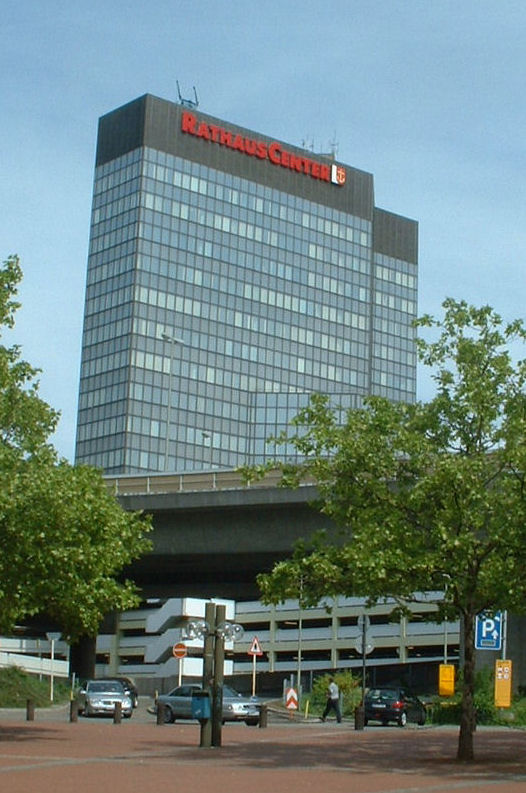
Centre Rathaus.
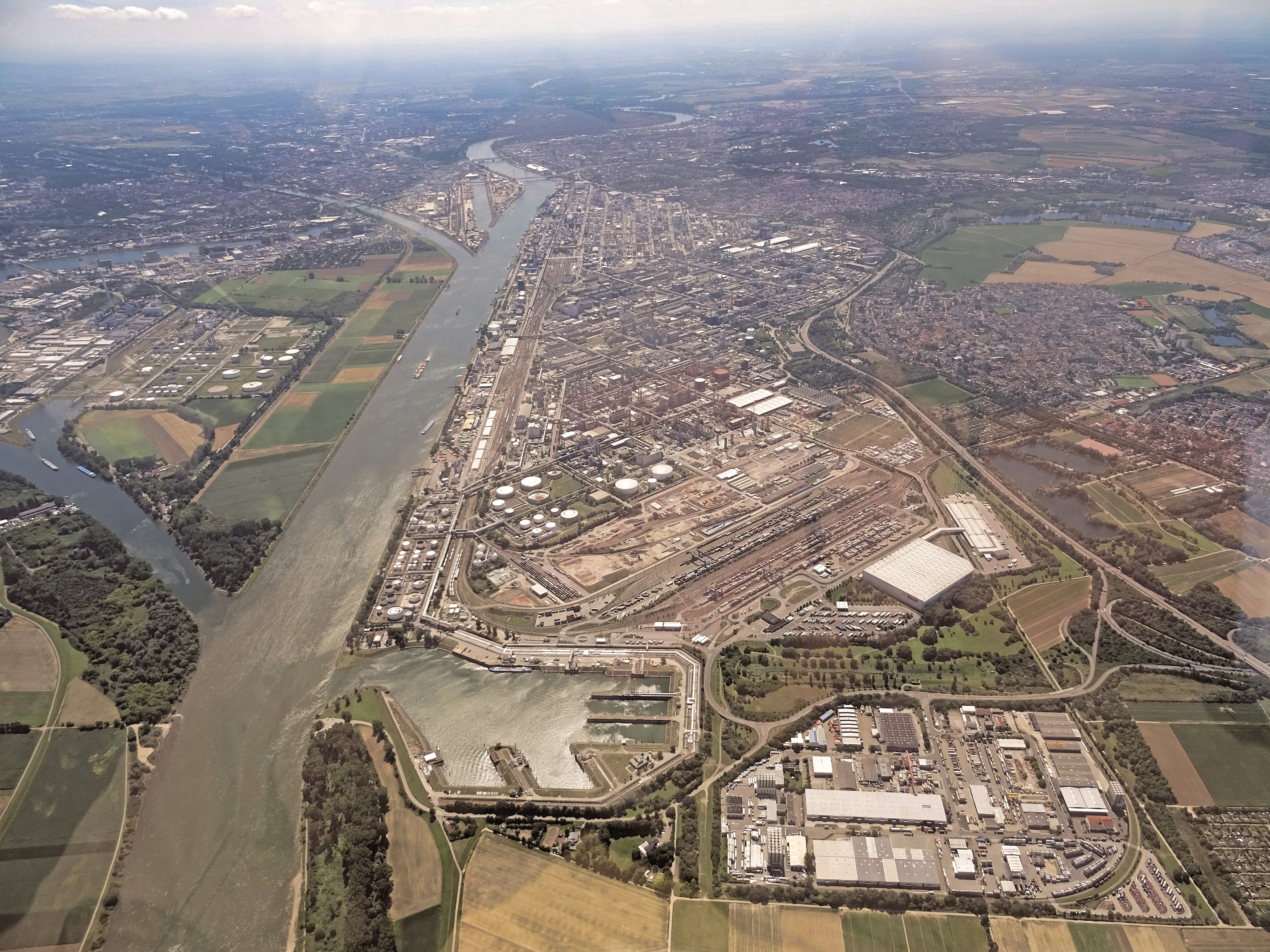
Installations industrielles de BASF à Oppau.
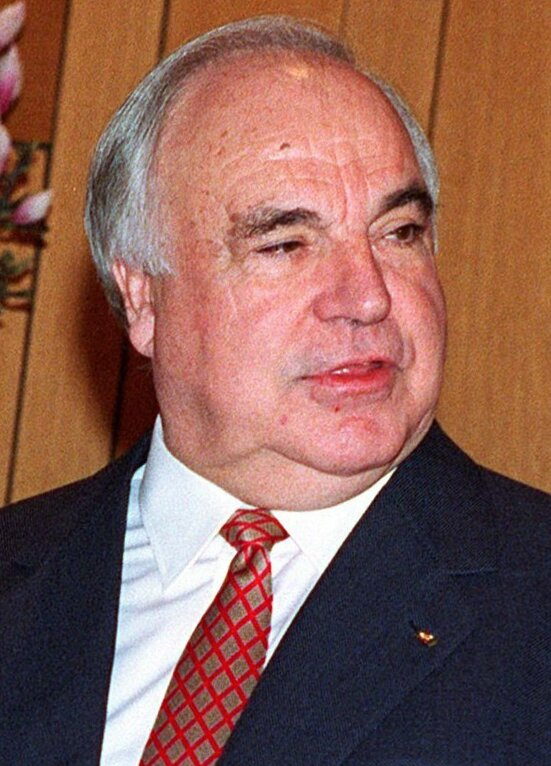
Helmut Kohl, natif de Ludwigshafen.
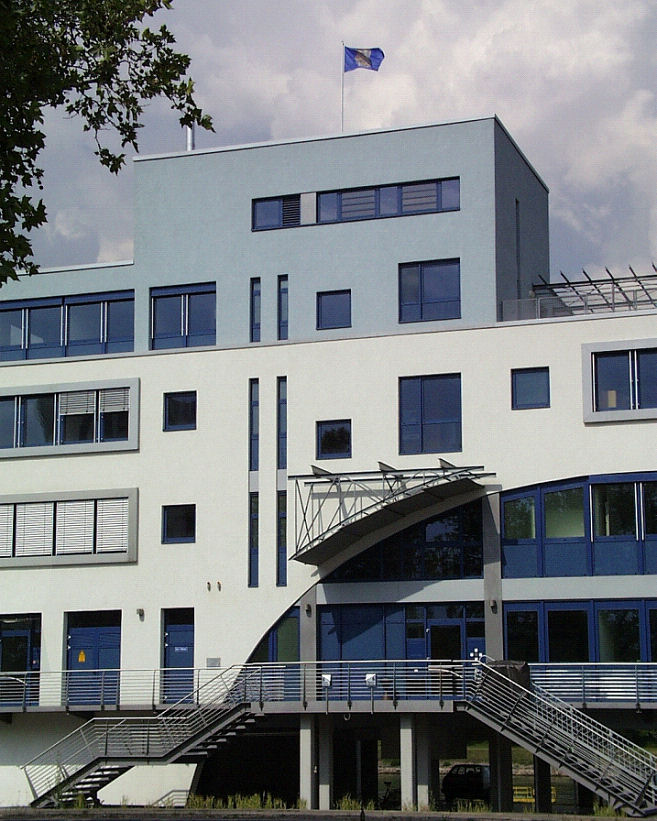
Institut pour l'Asie de l'Est.

## Districts
|  |  |  |  | Friesenheim  |
|  |  |  |  | Gartenstadt  |
|  |  |  |  | Maudach      |
|  |  |  |  | Mundenheim   |
|  |  |  |  | Nord         |
|  |  |  |  | Oppau        |
|  |  |  |  | Oggersheim   |
|  |  |  |  | Rheingönheim |
|  |  |  |  | Ruchheim     |
|  |  |  |  | Sud          |